# SHBG
SHBG (ang. sex hormone binding globulin) – glikoproteina wiążąca hormony płciowe, syntetyzowana w wątrobie. Bierze udział w transporcie hormonów płciowych (testosteron, estradiol) we krwi.
Stężenie SHBG jest obniżone m.in. w zespole policystycznych jajników.